# Zona 10 (Ciudad de Guatemala)
Zona 10,  también llamada Zona Viva es una de las 25 zonas de la Ciudad de Guatemala. Se ha consolidado como una de las zonas con alto poder adquisitivo, contando con un nivel económico elevado y una alta densidad de edificios comerciales, residenciales y el mayor centro de negocios de la ciudad, compitiendo con otras áreas como Ciudad Cayalá, Zona 4 y la Zona 14, esta última destacada por su gran concentración de edificios de gran altura. Zona 10 abarca desde el este de la Avenida Reforma hasta el área norte del Bulevar Los Próceres.
Esta zona cuenta con la mayor cantidad de hoteles de lujo de la ciudad y es uno de los distritos con mayor cantidad de áreas verdes. El nombre de esta zona hace referencia a su movimiento las 24 horas del día, pues dentro de la misma se ubican una gran cantidad de restaurantes, bares, centros comerciales y distritos financieros como Oakland Mall, Zona Pradera, Dubai Center, Design Center, entre otros.

## Zonificación de la ciudad

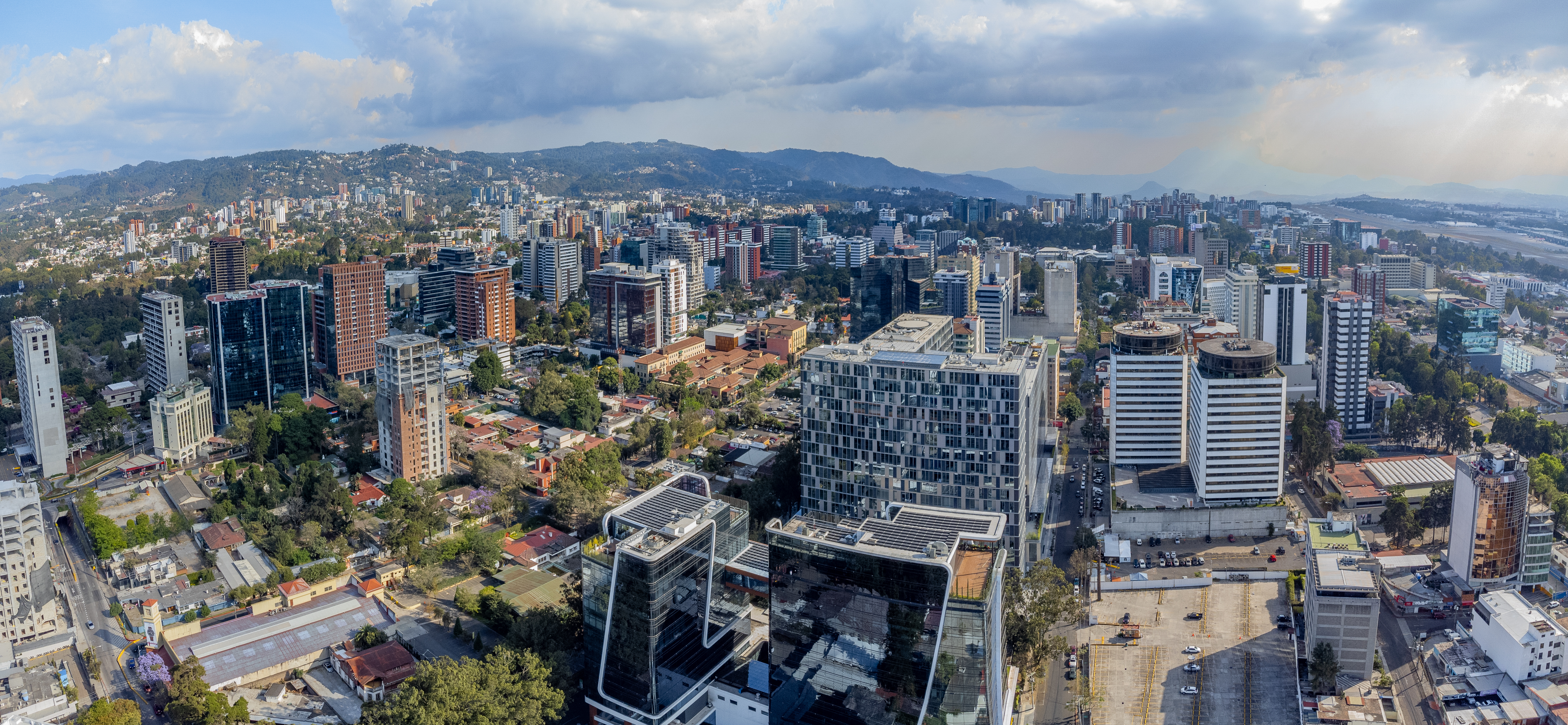
Vista aérea de la zona 10.

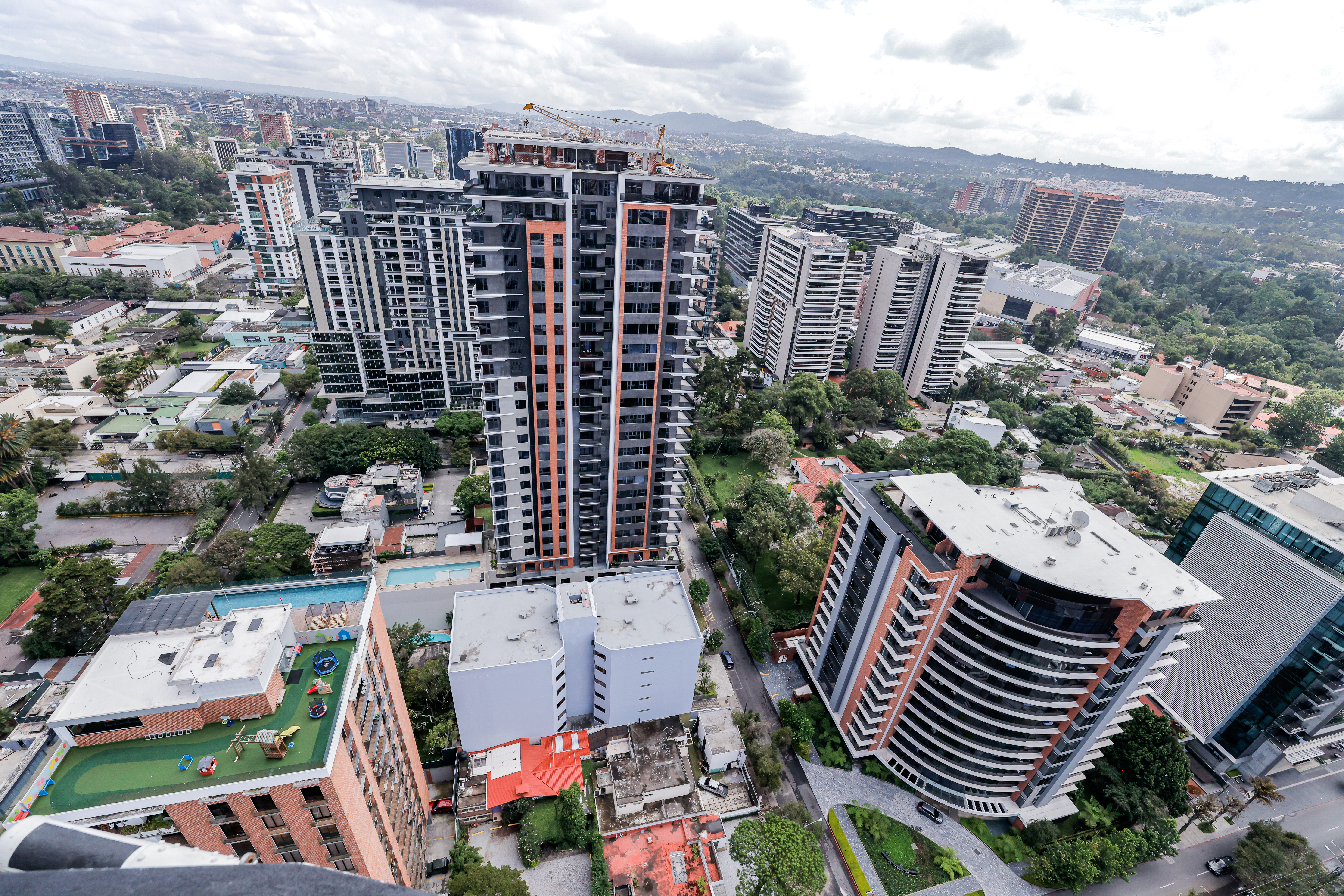
Zona 10 destaca por su uso mixto.

Durante la alcaldía de Mario Méndez Montenegro (1945-1949), Aguilar Batres fue regidor municipal. En 1949 fue elegido como alcalde su amigo, el ingeniero Martín Prado Vélez, quien nombró a Aguilar Batres como jefe del Departamento de Planificación de la Municipalidad de Guatemala; durante esta época desarrolló los siguientes proyectos:
- Propuso la división de la ciudad en 25 zonas ubicadas en espiral alrededor de la zona central para facilitar el crecimiento de la ciudad, en donde se estableció que la zona 10 abarcaría de la Avenida Reforma al final del Bulevar Los Próceres.
- Diseñó una enumeración sistemática de las calles, denominando los caminos que conducen de norte a sur como «avenidas», y los que conducen de oeste a este como «calles». Números con guion serían asignados a cada edificio o vivienda según el camino transversal más cercano y la distancia en metros desde tal camino; posteriormente el sistema fue adoptado por otras ciudades guatemaltecas, como Quetzaltenango.
- Proyectó las vías para lo que luego sería el Centro Cívico de la ciudad.
- Trabajó en la prolongación definitiva de la 6.ª avenida sur y el enlace de la avenida Bolívar con las denominadas «cinco calles»[b]
- Trazó la Avenida de las Américas, y para la cual se negó a la presión de los constructores para que la avenida fuera más estrecha.
- Planificó el anteproyecto del Anillo Periférico y sus ramificaciones, pero este proyecto se desarrolló hasta casi veinte años después.
- Diseñó una «máquina sistematizadora de impulsos eléctricos», parecida a un semáforo, la cual funcionó por un tiempo en el crucero de la 20 calle y 6.ª avenida sur de la zona 1.

A Aguilar Batres también se le debe el proyecto de la ampliación de la ciudad de Guatemala hacia el sur, el cual impulsó a mediados del siglo xx, en un período de aproximadamente 15 años.

## Geografía
La Zona 10 está ubicada en el área sur del «valle de la Ermita» con alturas que varían entre los 1500-1550 (m s. n. m.) y las temperaturas medias oscilan entre los 10 y 25 °C.
- Altitud: 1.500 metros.
- Latitud: 14°36'7"N
- Longitud: 90°31'0"W

La zona está completamente rodeada por zonas y municipios del departamento del mismo nombre:
| Noroeste: Zona 9  | Norte: Zona 5 | Noreste: Zona 15            |
| Oeste: Zona 9     |               | Este: Santa Catarina Pinula |
| Suroeste: Zona 14 | Sur: Zona 14  | Sureste: Zona 14            |